# Timonius rotundus
Timonius rotundus är en måreväxtart som beskrevs av Elmer Drew Merrill. Timonius rotundus ingår i släktet Timonius och familjen måreväxter. Inga underarter finns listade i Catalogue of Life.